# Sumit Walmiki
Sumit Walmiki (en hindi : सुमित) est un joueur de hockey sur gazon indien qui joue comme milieu de terrain pour l'équipe nationale indienne.
Il faisait partie de l'équipe indienne qui a remporté la Coupe du monde masculine de hockey sur gazon des moins de 21 ans 2016. Il a fait ses débuts en équipe senior à la Sultan Azlan Shah Cup 2017.